# Gen1es
Gen1es é um grupo feminino multinacional baseado na Tailândia sob a Ryce Entertainment. Elas foram formadas através do reality show de 2024 chamado Chuang Asia: Thailand da WeTV. O grupo é composto por nove membros: Qiao Yiyu, Ruan, Pailiu, Yean, Elyn, Wang Ke, Xueyao, Didi e Emma. Elas devem estrear em 2024  e permanecerão ativas por três anos. 

## História

### Pré-debut: Chuang Asia: Thailand e "Lucky Bell"
Em julho de 2023, a Tencent anunciou Chuang Asia: Thailand, a primeira entrada internacional na franquia Chuang originalmente com sede na China, que acontecerá na Tailândia. O show reuniu setenta trainees para formar um grupo feminino de nove membros. Foi ao ar de 3 de fevereiro de 2024 a 6 de abril de 2024. No episódio final, o grupo foi formado e cantou a música "Lucky Bell".  "Lucky Bell" foi lançado posteriormente como single de pré--debut do grupo em 26 de abril. 
Antes de Chuang Asia: Thailand, Xueyao competiu no Chuang 2020, a terceira temporada da franquia Chuang. Ruan e Wang Ke também competiram nos reality shows de ídolos sul-coreanos Girls Planet 999 (2021) e Produce 48 (2018), respectivamente.  Qiao Yiyu ganhou algum reconhecimento na China por competir nos reality shows Great Dance Crew (2022) e Youth π Plan (2023). Pailiu é uma modelo tailandesa-vietnamita do "Miss Grand Thailand" e foi a quinta colocada no concurso de 2023.  Yean estreou como solista em 2020 na Khaosan Entertainment, e Elyn era uma atriz infantil que apareceu no drama malaio Geng UPSR (2015–2016)

## Membros
- Qiao Yiyu (乔一魚)
- Ruan (池間琉杏)
- Pailiu (กมลวลัย ประชารัตนกุล)
- Yean (ปพิชญา เอกสุภรณ์)
- Elyn (梁愉苓)
- Wang Ke (王珂)
- Xueyao (曾雪瑤)
- Didi (欧阳娣娣)
- Emma (朱奕萌)

## Discografia

### Singles
| Título       | Ano  | Álbum            |
| ------------ | ---- | ---------------- |
| "Lucky Bell" | 2024 | Non-album single |

## Filmografia

### Reality shows
| Ano  | Título                | Notas                                                | Ref.  |
| ---- | --------------------- | ---------------------------------------------------- | ----- |
| 2024 | Chuang Asia: Thailand | Reality show que determinou os integrantes do Gen1es | [ 4 ] |
| 2024 | Gen1es' Journey       |                                                      | [ 3 ] |